# Belegiš
Belleges (szerbül Belegiš / Белегиш) település Szerbiában, a Vajdaságban, a Szerémségi körzetben, Ópazova községben.

## Demográfiai változások
| 1948  | 1953  | 1961  | 1971  | 1981  | 1991  | 2002  |
| ----- | ----- | ----- | ----- | ----- | ----- | ----- |
| 2 366 | 2 505 | 2 633 | 2 440 | 2 430 | 2 605 | 3 116 |